# Bramwell
Bramwell és una població dels Estats Units a l'estat de Virgínia de l'Oest. Segons el cens del 2000 tenia 426 habitants.

## Demografia
Segons el cens del 2000, Bramwell tenia 426 habitants, 189 habitatges, i 120 famílies. La densitat de població era de 274,1 habitants per km².
Dels 189 habitatges en un 16,4% hi vivien nens de menys de 18 anys, en un 44,4% hi vivien parelles casades, en un 14,8% dones solteres, i en un 36% no eren unitats familiars. En el 33,9% dels habitatges hi vivien persones soles el 19,6% de les quals corresponia a persones de 65 anys o més que vivien soles. El nombre mitjà de persones vivint en cada habitatge era de 2,25 i el nombre mitjà de persones que vivien en cada família era de 2,88.
Per edats la població es repartia de la següent manera: un 17,1% tenia menys de 18 anys, un 8,5% entre 18 i 24, un 21,6% entre 25 i 44, un 29,1% de 45 a 60 i un 23,7% 65 anys o més.
L'edat mediana era de 47 anys. Per cada 100 dones de 18 o més anys hi havia 82 homes.
La renda mediana per habitatge era de 21.979 $ i la renda mediana per família de 32.396 $. Els homes tenien una renda mediana de 22.159 $ mentre que les dones 15.250 $. La renda per capita de la població era de 13.410 $. Entorn del 9,9% de les famílies i el 15,7% de la població estaven per davall del llindar de pobresa.

## Poblacions més properes
El següent diagrama mostra les poblacions més properes.